# Acorde de séptima

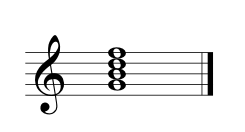
Acorde de 7a. dominante sobre la nota sol.

En música un acorde de séptima es un acorde formado por la superposición de cuatro notas musicales, cada una distante una tercera respecto de la nota precedente, de donde resulta que las tres notas sucesivas a la nota fundamental se encuentran a intervalos respectivos de una tercera, una quinta y una séptima de la nota base. Un acorde de séptima se puede interpretar como formado mediante una tríada a la que se agrega una nota que forma un intervalo musical de una séptima con respecto a la raíz del acorde. La teoría clásica de la música considera disonantes a todos los acordes de séptima, ya que el intervalo de séptima que contienen es considerado también un intervalo disonante.
La superposición de dos acordes de séptima menor que distan cuatro tonos o siete semitonos (Fa menor séptima y Do menor séptima) puede hacer un acorde de onceava menor (Fa menor onceava). Así ocho notas musicales se simplifican en seis.